# Ararat Ohandschanjan
Ararat Aramajissi Ohandschanjan (armenisch Արարատ Արամայիսի Օհանջանյան; * 29. Mai 1968 in Sos, Provinz Martuni) ist ein Arzt und Abgeordneter der Nationalversammlung der Republik Arzach.

## Leben und Karriere
Ohandschanjan beendete 1985 seine Schulausbildung und ging anschließend auf das medizinische Institut in Baku. 1988 setzte er sein Studium an der Staatlichen Medizinischen Universität Jerewan fort und beendete es 1992 erfolgreich. Nach dem Abschluss des Studiums kehrte er nach Arzach zurück, wo er an Abwehrkämpfen teilnahm.
Von 1992 bis 1994 arbeitete er als  Narkosearzt des Feldlazaretts in Martakert. Von 1994 bis 1997 war er Narkosearzt zuerst in dem onkologischen Dispensaire und dann im republikanischen Krankenhaus.
Von 1997 bis 2007 arbeitete er im Nebenberuf als Facharzt für Anästhesiologie und Reanimation im staatlichen Entbindungsheim Arzach. Von 1997 bis 1998 arbeitete er im republikanischen Krankenhaus als Chefarzt des Rehabilitationszentrums. Von 1998 bis 2003 war er stellvertretender Chefarzt des staatlichen Krankenhauses.
2003 studierte Ohandschanjan am Institut für Transplantologie Moskau und bekam die Qualifikation des Facharztes für Neuropathologie in der Abteilung für Nephrologie und Hämodialyse. Dank seiner Bemühungen wurde im Jahre 2004 die Abteilung für Hämodialyse im Staatlichen Krankenhaus geöffnet.
2007 wurde er zum Exekutivdirektor des Staatlichen Krankenhauses ernannt. Bei den Wahlen zur fünften Nationalversammlung am 23. Mai 2010 wurde er nach Verhältniswahl durch die Parteiliste „Azat Hajreniq “als Abgeordnete gewählt. Er ist Mitglied des ständigen Ausschusses für soziale Fragen und ab 2012 für Soziale- und Gesundheitsfragen.
Ararat Ohandschanjan ist Mitglied der Partei „Freie Heimat“ (armenisch azat hajreniq) und Präsidiumsmitglied der Partei. Er ist Mitglied der Fraktion „Hajreniq“.
Ararat Ohandschanjan ist verheiratet und hat vier Kinder.